# Maropa

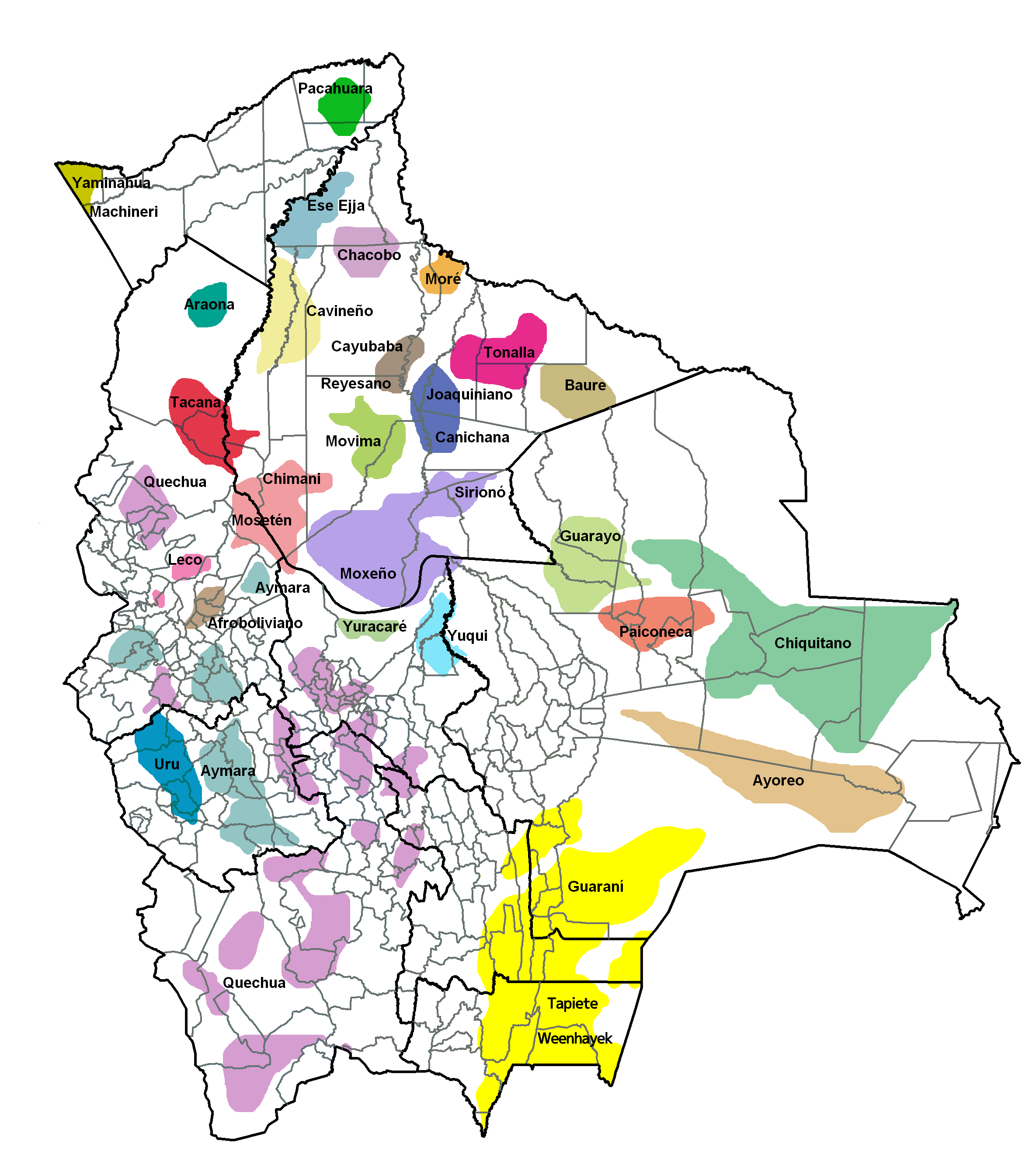
Mapa dels pobles originaris de Bolívia

El maropa, també conegut com a reyesano, és la llengua nadiua de la regió de Reyes i Santa Rosa, a la província de José Ballivián, a Beni, Bolívia (Guillaume, 2012).
Des de la promulgació del decret suprem núm. 25894 l'11 de setembre de 2000 el reyesano és una de les llengües indígenes oficials de Bolívia. Va ser inclòs en la Constitució Política promulgada el 7 de febrer de 2009 (sota la denominació de maropa).
El maropa és una llengua moribunda que compta tan sols amb una dotzena de parlants, tots majors de 60 anys. Aquesta llengua és usada molt esporàdicament i en contextos molt restringits (Guillaume, 2012; Crevels i Muysken, 2009). Guillaume (2012) assenyala que fins fa poc tant el grup ètnic com la llengua maropa eren desconeguts per al món exterior. Gràcies als treballs de recuperació i revitalització del maropa, especialment els realitzats pel professor Jesús Càceres Raldes, docent de la Universitat de Reyes, es coneix més d'aquesta llengua i se n'han desenvolupat nous projectes per formalitzar-ne el ensenyament.
El maropa pertany a la família tacana, com l'araona, el cavineña, l'ese ejja i el tacana (Key 1968; Girard 1971; Key et al. 1992). Dins de la família tacana, Girard (1971:41-48) proposa classificar el maropa dins el tronc "takanik", juntament amb l'araona i el tacana.